# インスタント茶

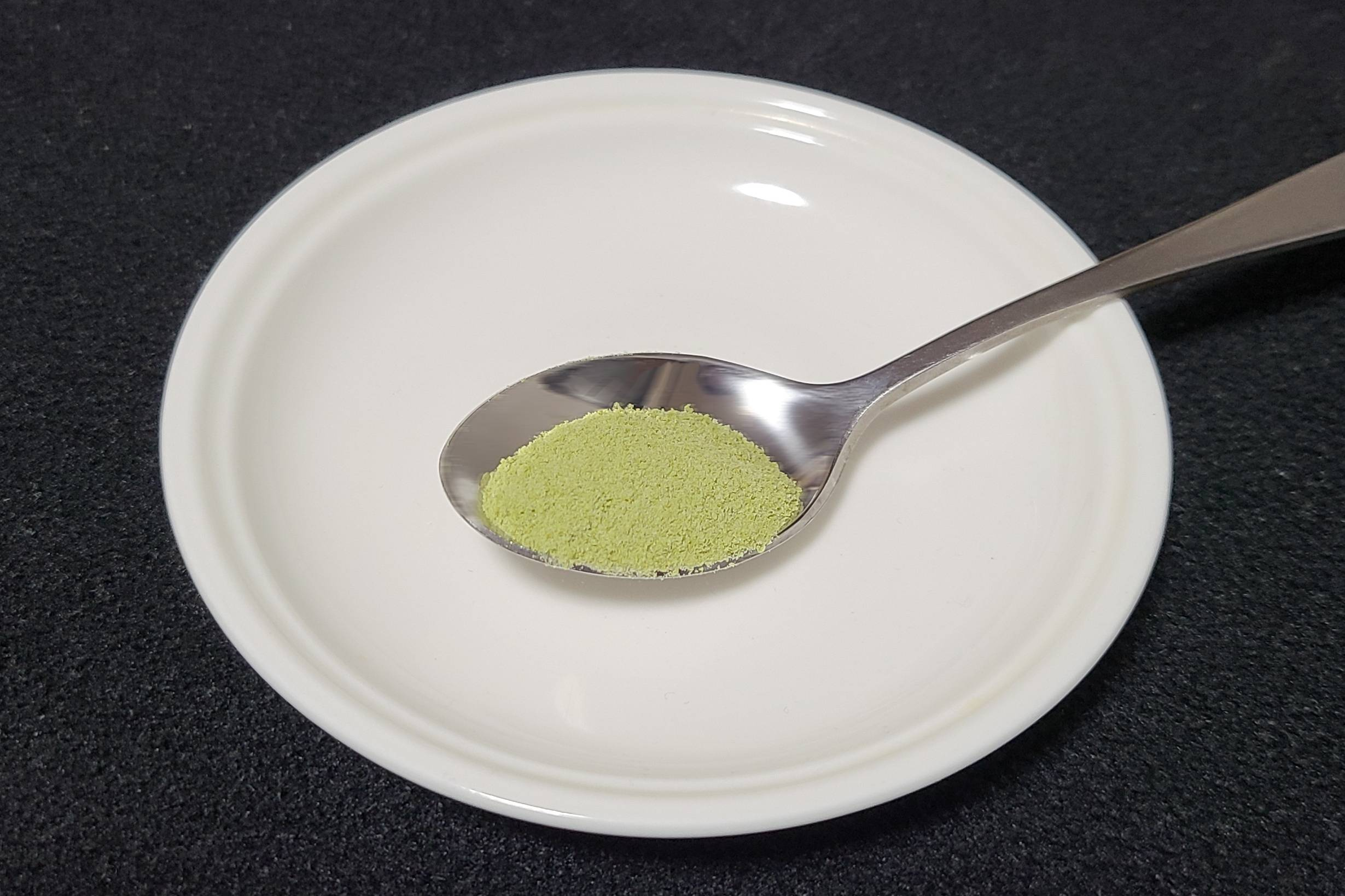
粉末状のインスタント茶

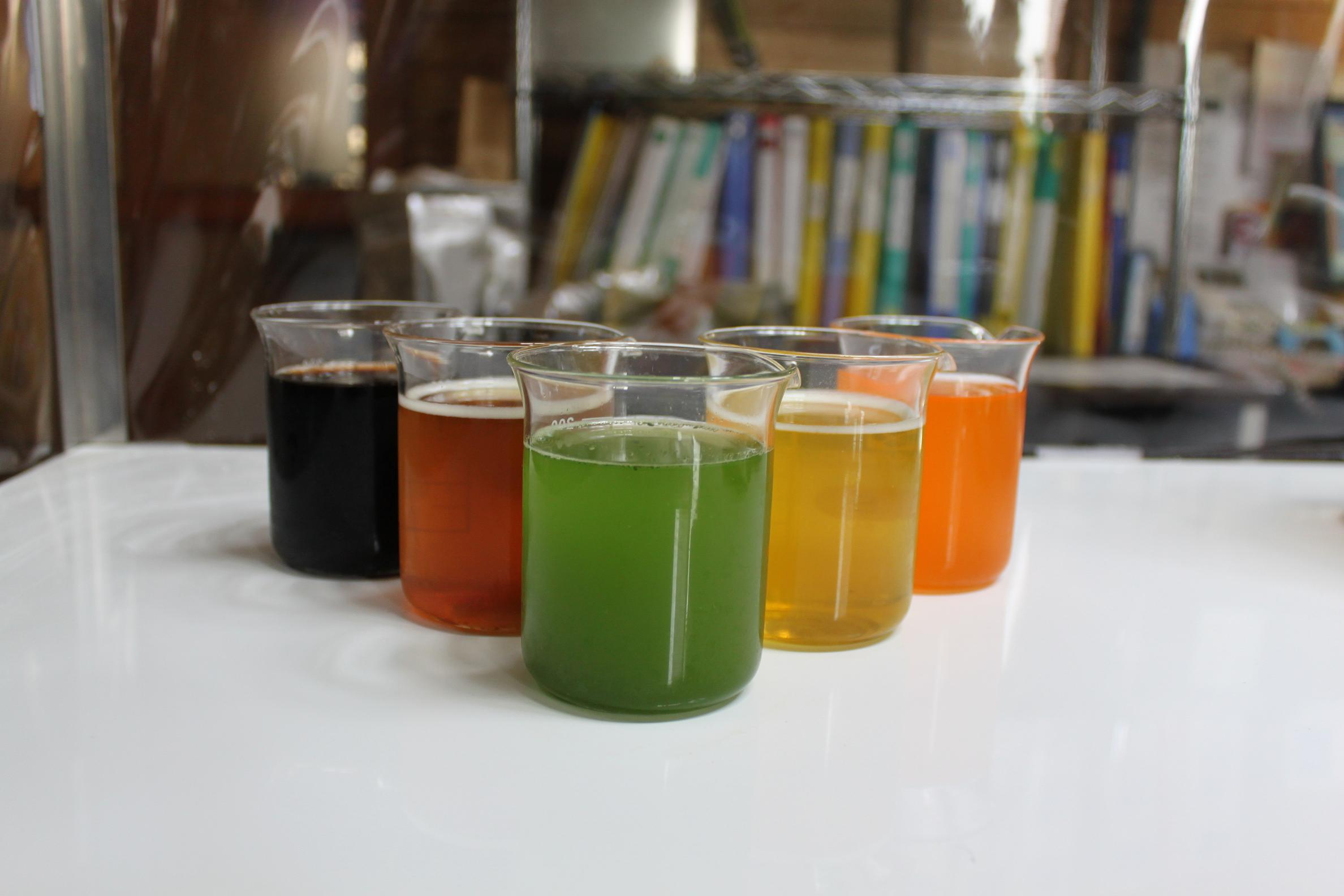
開発中のインスタント茶

インスタント茶（インスタントちゃ）とは、茶の抽出液を乾燥させて粉末状に加工したインスタント食品である。湯を注ぐだけでお茶が完成する。本項目では主に日本茶について解説している。

## 概要
お湯を注ぐだけで入れたての茶が飲めるため、主にオフィス内の自動給茶機や外食チェーン店で使用されている。2020年現在の年間生産量は約1800トンとされ、茶全体の約6%を占めている。
茶葉の廃棄物が出ないため、リーフパック式（お茶葉のパック）に替わって普及している。

## 歴史
1899年 アメリカの日本人科学者のカトウ・サトリ博士が、インスタント茶を研究中にインスタントコーヒーが作られたという記録がある。真空フリーズドライ手法の確立。
1918年 玉露園の創業者・藤田馬三（うまぞう）が粉末の昆布茶を発売。これは粉末茶の域を出なかった。
1952年 永谷園の「お茶づけ海苔」発売。抹茶塩のインスタント化。
1961年 インスタント茶の製品化。
1963年 インスタント茶の専用工場が出来る。
1986年 普及がはじまる。

## 製法
インスタント茶の製法にはスプレードライとフリーズドライの2種類があるが、大量生産に有利なスプレードライ法が主流になっている。

### スプレードライ法
高温の乾燥筒の中に、高温の茶液を噴霧して素早く乾燥させる方法で、使われる装置は一般的に「気流乾燥装置」と呼ばれる。製品は微粉状となる。冷たい水にも溶けやすいという利点があり量産性が高いが、製造時の熱によって香味をやや損ないやすい（製造時の熱は熱風中に数秒間ブロー乾燥させたのちすぐに冷却される程度のものである）。ただし、香味の損耗については製造工程の改善もあり極端なものではない（噴霧乾燥を参照）。

### フリーズドライ法
フリーズドライは「真空凍結乾燥技術」のことで、予め加熱や味付け等の処理をした、もしくは水分を含んだ食品や食品原料を－30℃程度で急速に凍結し、さらに減圧して真空状態で水分を昇華させて乾燥したもの。製造に手間がかかるためやや量産性に劣る。このため、スプレードライ法の製品より価格は高めである（フリーズドライを参照）。

#### フリーズドライによるメリット
- 常温で長期保存ができる
- 低水分（一般的に5%以下）であるため軽く、輸送性が高い
- ビタミンなどの栄養成分や風味の変化が少ない
- 収縮や亀裂などの形態の変化が少ない
- 多孔質で水や熱湯が侵入しやすいので、復元性・溶解性がよい

## インスタント茶と抹茶・粉末茶・粉茶との違い
茶は茶葉・部位・香り・味・産地で分類されているが、インスタント茶は明確に製法が明確に違う。
- 抹茶…碾茶を粉末にしたもの。
- 粉末茶…煎茶を粉末にしたもの。
- 粉茶…製造工程中にでる出物。パウダーではなく粉々の茶葉。